# 김성임
김성임(金成任, 1787년 ~ 1839년 7월 20일)은 조선의 천주교 박해 때에 순교한 한국 천주교의 103위 성인 중에 한 사람이다. 세례명은 마르타(Martha)이다.

## 생애
《기해일기》에 따르면, 성 김성임 마르타는 부평댁이라고도 나와있는데, 그것은 그녀가 인천 부평에서부터 누군가에게로 시집왔음을 알게한다.
그녀의 첫 남편은 매우 완고한 성미를 지녔으므로 그 부부 사이의 관계는 평화롭지 못했다. 그 상황은 나쁘게 흘러 그녀는 남편과 결별하는 것 밖에는 달리 방도가 없었다. 그는 서둘러 시집을 빠져나와 한양으로 상경했다. 거기서 점을 봐주며 생계를 이어가는 한 맹인을 만나서 재혼했다. 그때 그녀는 나이 50이 넘었지만, 아직 천주교를 알지는 못하였다.
어느날 그녀는 그 집안의 한 천주교 신자에게 하느님과 그의 외아들 예수에 대한 이야기를 들었다. 그 만남으로 인해, 그녀는 하느님을 믿기 시작했고 자신의 신앙을 키워갔다.
맹인 남편과 함께하는 그녀의 삶은 힘들었지만, 과부가 된 그녀의 미래는 더 암담해졌다. 몇몇 교우들이 그녀에게 도움을 손길을 내밀었고, 김성임은 그들의 도움에 보답하고자 그들의 집안일을 거들었다. 그 동안 그녀의 신앙은 더 깊히 성숙했고, 첫 남편을 견디지 못한것과 미신에 의지한 그 다음의 결혼 생활 등 그녀의 과거의 죄를 회개했다. 그때 그녀는 깊은 슬픔을 느꼈지만 주에게 전적으로 의지하여 슬픔을 극복하였다. 교우들의 관심과 모범은 그녀가 하느님의 사랑이 얼마나 위대한지를 깨닫고 확신케 만들었다.
어느날 그녀는 이영희 막달레나와 이매임 테레사 그리고 김 루치아와 함께 박해와 용감한 순교자와 천국의 행복에 대해 이야기를 나눴다. 그들은 하느님의 사랑에 깊히 감동하여 그들의 신앙을 공언하기 위해서 모두 자신을 조정에 내주기로 결심했다.
그들은 금욕하며 예수 그리스도의 십자가를 따라 희생하기를 원했다. 한국 천주교의 역사는 이렇게 말한다.
| “ | 자수는 일반적인 종규에는 어긋난다. 그러나, 그것은 하느님의 은총으로 이루어졌거나, 그분께서 그들을 묵인하셨는지도 모른다. 왜냐하면, 그 여성들은 신앙이 확고했으며 순교자가 되는 것으로 하느님의 증인이 되기를 원했기 때문이다. 교회사에는 성녀 파울리나와 성녀 아우렐리아 등과 같이 다른 훌륭한 모범도 있다. | ” |

1839년 3월 말이나 4월 초 경에 그 용감한 여성들은 포도청으로 가서 포졸에게 그들이 천주교 신자이니 그들을 감옥에 잡아넣으라고 말했다. 의심하는 포졸에게 그들은 자신들의 묵주를 꺼내 보였다. 포졸은 그들을 묶어 감옥에 집어 넣었다. 따라서, 어찌보면 그 신심 깊은 여성들이 하느님의 사랑을 위해 용감하게 온갖 고문과 고통을 견딘 것은 당연하다.
포장은 그 여성들을 심문했다. "너희가 천주교를 진리의 종교로 믿느냐?" "물론 그렇습니다. 그렇지 않고서는 우리가 여기에 있을 리가 없겠지요" "천주를 부정하거라." "우리는 절대 천주님을 부정할 수 없습니다. 하물며 우리가 죽는다 해도 그렇습니다." "고문이 두렵지 않느냐?" "당신은 우리더러 천주님을 부정하라고 설득하시는데 시간을 허비하고 계십니다. 우리는 천주님을 위해서 자수했습니다. 어찌 우리가 그분을 부정할 수 있겠습니까? 국법이 명한다면 우리는 죽을 것입니다. 허나, 우리는 결코 천주님을 부정치 않을 것입니다."
그들은 몇 번이고 격심하게 고문받았다. 그 용감한 여성들은 상급 재판소로 이송되었고, 거기서 다시 심문 받았다. "너희들은 아직도 천주교가 진리의 종교라고 믿느냐?" "예 그렇습니다. 우리는 하느님을 숭배하며, 그분을 위하여 죽기로 작정하였습니다."
포장은 그 여성들이 자수한 것을 나무라며 그들을 다른 사람들 보다 더 격심하게 고문했다. 그러나 그들은 절대 굴복하지 않았고, 결국 사형을 선고 받았다.
《승정원일기》에 따르면, 1839년 7월 20일에 서소문 밖에서 그 신심 깊은 네 명의 여성을 포함하여 여덟 명의 천주교도들이 참수되었다고 한다. 김성임이 자신의 신앙을 위하여 죽었을 때, 그녀의 나이는 53세였다.

## 시복 · 시성
김성임 마르타는 1925년 7월 5일에 로마 성 베드로 대성당에서 교황 비오 11세가 집전한 79위 시복식을 통해 복자 품에 올랐고, 1984년 5월 6일에 서울특별시 여의도에서 한국 천주교 창립 200주년을 기념하여 방한한 교황 요한 바오로 2세가 집전한 미사 중 이뤄진 103위 시성식을 통해 성인 품에 올랐다.

## 참고 문헌
- (영어) Catholic Bishop's Conference Of Korea. 103 Martryr Saints: 김성임 마르타 Martha Kim Song-im 보관됨 2014-10-06 - 웨이백 머신